# Saint-Pardoux-Morterolles
Saint-Pardoux-Morterolles é uma comuna francesa na região administrativa da Nova Aquitânia, no departamento de Creuse. Estende-se por uma área de 36,5 km². Em 2010 a comuna tinha 211 habitantes (densidade: 5,8 hab./km²).